# チェスターフィールド郡区 (ミシガン州マコーム郡)
チェスターフィールド郡区（英: Chesterfield Township）は、アメリカ合衆国ミシガン州ロウアー半島の南東部マコーム郡の郡区である。ある程度の自治権を付与されたチャーター郡区の形態を採っている。2010年国勢調査での郡区人口は43,381 人であり、2000年からの10年間で5,976人、16%の増加だった。チェスターフィールド郡区は1842年にマコーム郡区から分離して組織された。デトロイト都市圏に属している。"Sebille Manor, Michigan". Geographic Names Information System. U.S. Geological Survey. 2023年4月4日閲覧。

## 歴史
チェスターフィールド郡区は1842年に、当初一般法郡区として設立され、1989年にチャーター郡区になった。
過去にはチェスターフィールドと呼ばれる小集落があった。1830年に入植された。グランド・トランク鉄道が1865年に開通すると、企業ができるようになった。1875年から1907年まで郵便局があったが、それ以降はこの具体的な目印が無くなった。

## 地理
アメリカ合衆国国勢調査局に拠れば、市域全面積は30.7平方マイル (80 km2)であり、このうち陸地27.9平方マイル (72 km2)、水域は2.8平方マイル (7.3 km2)で水域率は9.07%である。
21世紀の最初の10年間、チェスターフィールド郡区の大半は小区分に分かれ、ショッピングの開発が行われ、次第に人口構成が多様になっていった。これはその前の時代に、田園部が支配し、白人が圧倒的に多かったことと対照的だった。2010年国勢調査時点で、人口の89%は非ヒスパニック白人であり、人口動態はそれほどはっきりと変化しているわけではなかった。郡区の最北部は今でもほとんど田園部である。アンカー湾が町の南東部に影響している。そこではプレジャーボート、桟橋や水に関わる事業が見られる。
チェスターフィールド郡区の北はレノックス郡区とニューヘイブン村、東はアイラ郡区とニューボルチモア市に接している。南東はアンカー湾であり、セントクレア湖の一部である。南はハリソン郡区、西はマコーム郡区と接している。

## 郡区の中の町

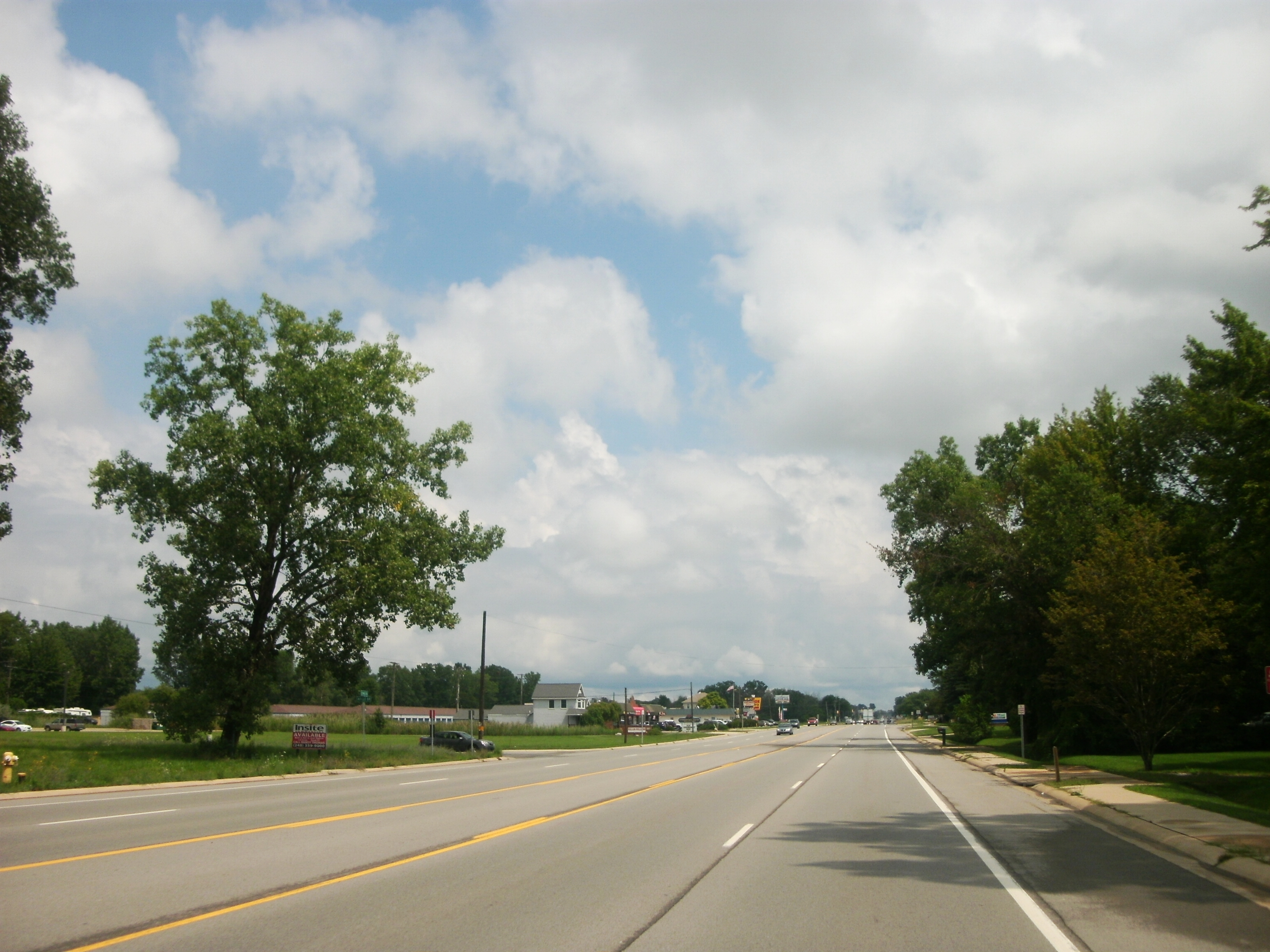
チェスターフィールド郡区を通るミシガン州道29号線

チェスターフィールド郡区の中に法人化された村はなく、下記の10の非法人地域がある。
- アンカーベイガーデンズ、サンライズ通りとジャンス・ドライブの角、ジェファーソン・アベニュー近く、座標では北緯42度38分34秒 西経82度48分45秒 / 北緯42.64278度 西経82.81250度に位置し、標高は 571 フィート (174 m) である[7]
- アンカーベイハーバー、アンカーベイガーデンズの南、ジェファーソン・アベニュー沿い、シュガーブッシュ道路とコットン道路の間、座標では北緯42度39分19.1秒 西経82度47分56.7秒 / 北緯42.655306度 西経82.799083度に位置し、標高は 577 フィート (176 m) である[8]
- アンカーベイショアーズ、アンカーベイハーバーの南、ジェファーソン・アベニュー近く、ウィリアム・P・ロッソ・ハイウェイと21マイル道路の間、座標では北緯42度38分08秒 西経82度49分00秒 / 北緯42.63556度 西経82.81667度に位置し、標高は 581 フィート (177 m) である[9]
- チェスターフィールド、ミシガン州道3号線沿いの23マイル道路と22マイル道路の間、座標では北緯42度39分46秒 西経82度50分33秒 / 北緯42.66278度 西経82.84250度に位置し、標高は 607 フィート (185 m) である[10]
- チェスターフィールドショアーズ、ニューボルチモア市との境に近く、ジェファーソン・アベニューの北、ミシガン州道29号線/23号線の南、座標では北緯42度40分12秒 西経82度45分41秒 / 北緯42.67000度 西経82.76139度に位置し、標高は 587 フィート (179 m) である[11]
- フェアチャイルド、郡区の南部にある、1906年から郵便局があった[12]
- ロッティブー、ジェファーソン・アベニュー、セントクレア湖、ブランデンバーグ公園、シュナイダー道路の間にある、座標では北緯42度39分34秒 西経82度45分43秒 / 北緯42.65944度 西経82.76194度に位置し、標高は 577 フィート (176 m) である[13]
- ミルトン、グラティオット・アベニューと24マイル道路にあり、座標では北緯42度41分21秒 西経82度49分19秒 / 北緯42.68917度 西経82.82194度に位置し、標高は 607 フィート (185 m) である[14]。昔はグランド・トランク鉄道の駅があった。ロバート・O・ミルトンの家に、チェスターフィールドで初の郵便局が1837年に設立され、「ニューヘイブン郵便局」という名前だった。この郵便局はニューヘイブン村に移され、アルフレッド・D・ライスがミルトンで新たな郵便局を設立した[5]。その郵便局はその後いずれかの時に閉鎖されていたが、1856年1月に、エドマンド・マシューズを郵便局長として再開された。この局は1904年7月まで運営されていた[15]。ミルトンには、学校1校、教会3棟、医院1つ、鍛冶屋1軒、1組の酒場があった。最後の酒場は2004年まで「テディベア・バー」と呼ばれてあったが、その後解体された。学校はミルトン学校と呼ばれ、別の建物に取り込まれていたが、これも2002年に解体された[16]
- ポイントレイクビュー、ロッティブーの南西、ソルト川とセントクレア湖の間にある[17]
- セビルマナー、アンカーベイハーバーの北西、シュガーブッシュ道路とドナー道路の間にあり、座標では北緯42度39分40秒 西経82度48分44秒 / 北緯42.66111度 西経82.81222度に位置し、標高は 587 フィート (179 m) である[18]

## 人口動態
2010年の国勢調査時点で、人口は43,381人だった。人種別人口構成は以下の通りだった。
- 白人: 89.5%
- アフリカン・アメリカン: 5.3%
- ネイティブ・アメリカン: 0.42%
- アジア人: 1.0%
- その他の人種: 0.1%
- 混血: 1.8%
- ヒスパニック・ラテン系: 2.4%

以下は2000年の国勢調査による人口統計データである。
| 基礎データ - 人口: 37,405 人 - 世帯数: 13,347 世帯 - 家族数: 10,076 家族 - 人口密度: 518.0人/km2（1,341.7 人/mi2） - 住居数: 13,967 軒 - 住居密度: 193.4軒/km2（501.0 軒/mi2） 人種別人口構成 - 白人: 93.43% - アフリカン・アメリカン: 2.97% - ネイティブ・アメリカン: 0.40% - アジア人: 0.76% - 太平洋諸島系: 0.02% - その他の人種: 0.87% - 混血: 1.56% - ヒスパニック・ラテン系: 2.52% | 年齢別人口構成 - 18歳未満: 29.8% - 18-24歳: 7.9% - 25-44歳: 36.4% - 45-64歳: 19.3% - 65歳以上: 6.6% - 年齢の中央値: 33歳 - 性比（女性100人あたり男性の人口） - 総人口: 98.5 - 18歳以上: 95.6 世帯と家族（対世帯数） - 18歳未満の子供がいる: 43.1% - 結婚・同居している夫婦: 62.1% - 未婚・離婚・死別女性が世帯主: 9.5% - 非家族世帯: 24.5% - 単身世帯: 19.2% - 65歳以上の老人1人暮らし: 4.7% - 平均構成人数 - 世帯: 2.78人 - 家族: 3.22人 | 収入と家計 - 収入の中央値 - 世帯: 61,630米ドル - 家族: 69,554米ドル - 性別 - 男性: 50,834米ドル - 女性: 30,275米ドル - 人口1人あたり収入: 24,410米ドル - 貧困線以下 - 対人口: 4.7% - 対家族数: 3.9% - 18歳未満: 6.8% - 65歳以上: 3.8% |

### 収入

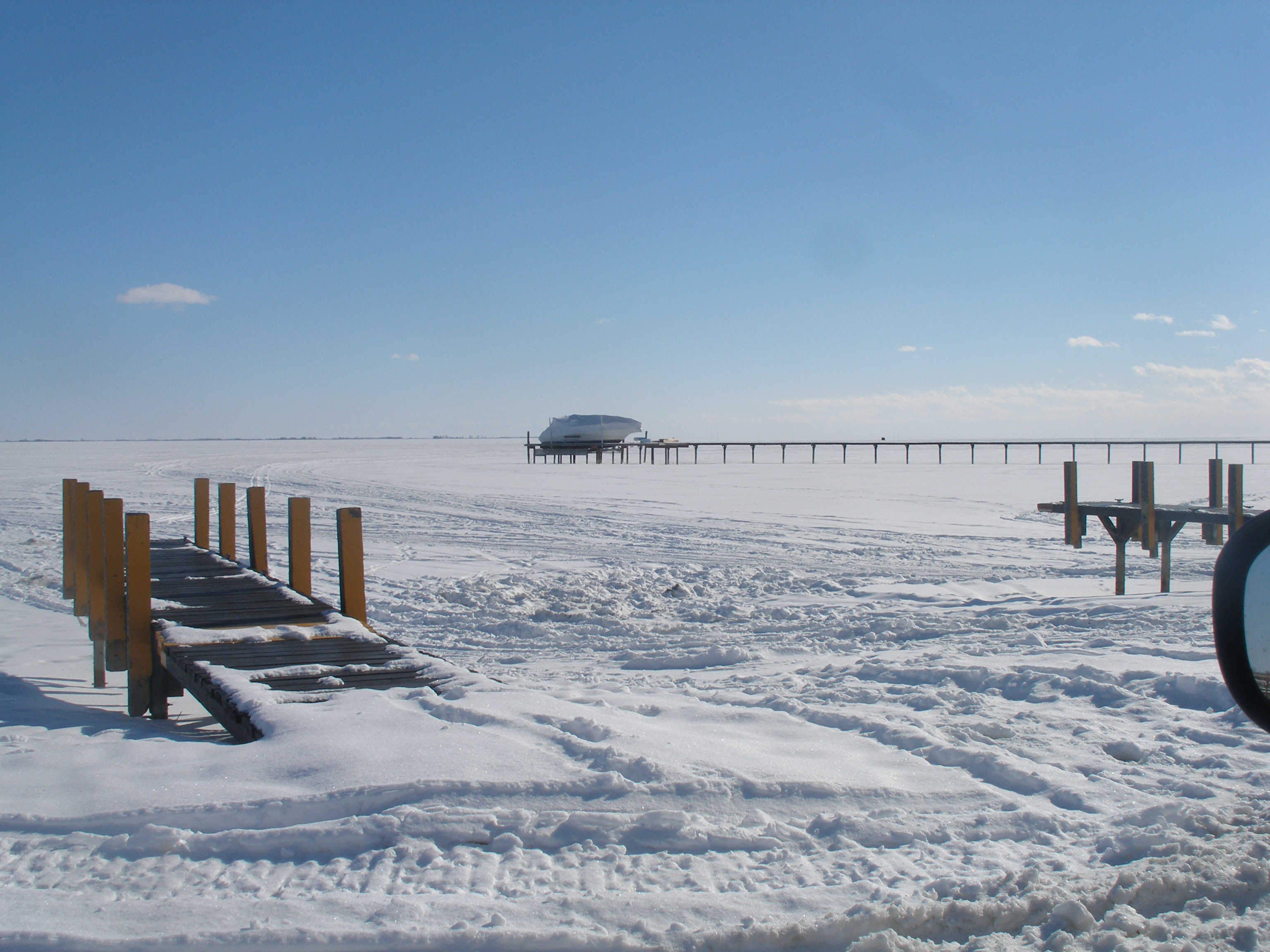
凍結したセントクレア湖

## 経済
チェスターフィールド郡区には、玩具のライオネル・トレインのメーカーであるライオネル社がある。2002年、製造施設を国内から中国に移したが、チェスターフィールド郡区には本社事務所を置いて、製造以外の部門が残っている。

## 郡区政府
チェスターフィールド郡区は、信託理事会と1人の郡区監督官が統治している。

## 消防署
チェスターフィールド郡区には消防署があり、消防士19人、呼び出し消防士6人と常勤の署長1人、管理補佐官1人が務めている。3つの駐屯所で、1日24時間、週7日対応している。

## 教育
チェスターフィールド郡区の公共教育は、2つの初等中等教育学区が管轄している。すなわち、アンカーベイ教育学区とランス・クルーズ公共教育学区である。